# 글로리아 스타이넘
글로리아 마리 스타이넘(Gloria Marie Steinem, 1934년 3월 25일 ~ )은 미국의 페미니스트 저널리스트이자 사회운동가이다. 1960년대와 1970년대에 여성주의 운동의 지도자이자 대변자로 알려졌다.
스타이넘은 잡지 ⟪뉴욕⟫(New York)의 컬럼리스트였으며, 잡지 ⟪미즈⟫(Ms.)의 창립자이기도 하였다. 1969년 스타이넘은 "흑인 민권 운동 이후, 여성의 자유(After Black Power, Women's Liberation)"라는 기사를 발행하였으며, 이 기사는 그녀에게 여성주의의 지도자로서의 명성을 가져다 주었다.
2005년 스타이넘은 제인 폰다, 로빈 모건과 함께 여성을 미디어에서 두드러지고 강력한 존재로 만들기 위하여 위민스 미디어 센터(Women's Media Center)를 공동으로 설립하였다.

## 학력
- 스미스 대학교

## 경력
- 여성행동연합
- 미즈 편집장
- 여성미디어센터